# Antiquarium di Loreto Aprutino
Il museo Antiquarium è un Museo archeologico di Loreto Aprutino.

## Storia e descrizione
Il museo nacque nel 1998, come collezione privata donata dalla famiglia nobile Casamarte.
I reperti vennero scoperti nel territorio nel XIX secolo durante varie campagne di scavo. Furono riportati alla luce reperti paleolitici,  romani e alto medievali. Nelle campagne di scavo in 30 siti diversi intorno Loreto, sono affiorati reperti archeologici, 400 pezzi furono raccolti dal barone Antonio Casamarte, confluiti poi nell'eredità della baronessa Maria Beatrice, che li donò al Comune. Il materiale riguarda sepolture funebri vestini, arredi e ornamenti provenienti anche dalla cella santuario della dea Feronia.
Tra i pezzi più pregiati si ricordano:
- Corredi per uso civile e funebre del VII-V secolo a.C., rinvenuti in contrada Scannella, Cappuccini, Madonna delle Grazie
- Ricostruzione ipotetica del santuario della dea Feronia di Poggio Ragone, con materiale di devozione, statuette, ex voto; stele votiva, altare, statua di Giove, frammenti bronzei ritraenti Feronia
- Corredi provenienti dalle ville patrizie romane del I secolo, con mosaici, intonaci policromi, vasellame
- Reperti provenienti dalla basilica paleocristiana di San Serotino di Colle Fiorano, con ceramiche altomedievale bizantine del "tipo Crecchio", paese della provincia di Chieti con il Museo dell'Abruzzo bizantino altomedievale; molti pettini in osso lavorato.

Come struttura attuale il Museo è ospitato nella chiesa di San Francesco. Il percorso si compone di 13 vetrine.
A seguito del Terremoto dell'Aquila del 2009 il Museo Antiquarium è stato chiuso. È stato riaperto al pubblico l'11 dicembre 2023.